# 杜瓦爾縣 (佛羅里達州)
杜瓦爾縣（英語：Duval County）是美国佛罗里达州東北部的一個县，是该州第六大人口县。根据2020年美国人口普查数据，该县总人口为995,567人。杜瓦尔县与杰克逊维尔市合并行政管理，因此官方名称为杰克逊维尔市暨杜瓦尔县（英語：City of Jacksonville and Duval County）。杜瓦尔县是杰克逊维尔都会统计区的核心县，总面积为2,378平方公里（918.464平方英里），其中17%为水域。
杜瓦尔县成立于1822年，并以当时的佛罗里达领地总督威廉·波普·杜瓦尔命名。在欧洲人到来之前，该地区已有不同文化的美洲原住民定居者，该地区的沿海地带由莫卡马族（Mocama）居住，而萨图里瓦部落（Saturiwa）是当时最有影响力的土著部落之一。16世纪，法国人在这里建立了卡罗琳堡，标志着欧洲人定居的开始。随着欧洲殖民者的增加，该地区建立了考福德（Cowford）定居点。1821年，西班牙割让佛罗里达给美国后，考福德更名为杰克逊维尔，以纪念时任佛罗里达总督安德鲁·杰克逊。1822年，杜瓦尔县从圣约翰斯县分离出来，最初的县域从斯瓦尼河一直延伸到大西洋。然而，1824年，阿拉楚阿县和拿骚县从杜瓦尔县分出，1858年，克莱县也从杜瓦尔县分离。1968年，杜瓦尔县政府与杰克逊维尔市政府合并，实现了行政一体化，但大西洋海滩、杰克逊维尔海滩、海王星海滩和鲍德温仍保留各自的市政管理体系。
如今，杜瓦尔县已发展为佛罗里达州乃至整个东南部的重要交通和经济中心。县内拥有完善的多式联运基础设施，包括三条主要州际公路（I-10、I-75、I-95）、三条铁路干线（CSX铁路、诺福克南方铁路、佛罗里达东海岸铁路）、杰克逊维尔国际机场以及杰克逊维尔港。作为佛罗里达州国际贸易的门户，杰克逊维尔港占地1,400英亩，并设有被评为全球第三大自由贸易区的64号对外贸易区。
杜瓦尔县是多个知名企业的总部所在地，如总部位于杰克逊维尔市中心的富达国民金融和CSX运输公司。此外，该县的就业市场较为开放，虽然多数居民在本县就业，但仍有超过60%的人跨县通勤。杜瓦尔县不仅是经济枢纽，同时也是一个历史与现代交融的文化中心。这里有众多历史遗迹、公园和自然保护区，如蒂穆夸生态和历史保护区、杰克逊维尔动物园及花园等。此外，杜瓦尔县的杰克逊维尔美洲虎是國家美式橄欖球聯盟（NFL）的一支重要球队，每年吸引大量球迷前来观赛。

## 历史
在欧洲人来到前不同文化的原住民在这里已经居住了数千年了。在杰克逊维尔考古学家发掘出了公元前2500年的美国第二老的陶瓷器。
欧洲人在美洲殖民后1822年杜瓦爾縣从聖約翰斯縣中分离出来。它是按照1822年至1834年佛罗里达总督的名字命名的。一开始它的面积非常大，其西部边界是萨旺尼河，东部则一直到大西洋，北部从萨旺尼河的入海口一直到杰克逊维尔。1824年它的部分地区被分给了新建立的阿拉楚阿縣和拿騷縣。1858年克萊縣分出。在1840年代里聖約翰斯縣的南部和东部被分给了杜瓦爾縣。
1968年10月1日杜瓦爾縣与杰克逊维尔市政府合并，不过杜瓦爾縣内一些不属于杰克逊维尔市地区的市政府没有合并，保留了它们自己的市政府。

## 地理
根据美国人口调查局数据杜瓦爾縣总面积2378平方公里，其中2004平方公里为陆地面积，374平方公里为水域面积，其中大部分是大西洋水域。水域面积占总面积的15.74%。地形上它大部分是滨海平原，但也有一些小丘陵。

## 周边县
- 拿骚县，北部
- 圣约翰斯县，东南
- 克莱县，西南
- 貝克縣，西部

## 人口
| 调查年 | 人口    | 备注 | %±     |
| ------ | ------- | ---- | ------ |
| 1830   | 1,970   |      | —      |
| 1840   | 4,156   |      | 111.0% |
| 1850   | 4,539   |      | 9.2%   |
| 1860   | 5,074   |      | 11.8%  |
| 1870   | 11,921  |      | 134.9% |
| 1880   | 19,431  |      | 63.0%  |
| 1890   | 26,800  |      | 37.9%  |
| 1900   | 39,733  |      | 48.3%  |
| 1910   | 75,163  |      | 89.2%  |
| 1920   | 113,540 |      | 51.1%  |
| 1930   | 155,503 |      | 37.0%  |
| 1940   | 210,143 |      | 35.1%  |
| 1950   | 304,029 |      | 44.7%  |
| 1960   | 455,411 |      | 49.8%  |
| 1970   | 528,865 |      | 16.1%  |
| 1980   | 571,003 |      | 8.0%   |
| 1990   | 672,971 |      | 17.9%  |
| 2000   | 778,879 |      | 15.7%  |

根据2000年的人口普查杜瓦爾縣有居民778,879人，分303,747个户，201,688个家庭，其人口密度为每平方公里389人。按照美国人种区分其居民65.80%是欧裔美国人、27.83%是非裔美国人、0.33%是美洲土著人、2.71%是亚裔美国人、0.06%是太平洋土著人、1.31%是其他人种、1.96%是混血儿。西班牙裔和其他拉丁美洲裔的人占4.10%。居民中90.7%母语说英语、4.1%母语说西班牙语、1.0%母语说他加祿語。
县内的303,747个户中33.3%有18岁以下的未成年人、46.5%是结婚夫妇、15.6%是带孩子的单身妇女、33.6%不是家庭、26.5%是单身汉、7.8%有65岁以上的老年人。平均每户2.51人，家庭的平均大小为3.06人。
县内人口结构为26.3%在18岁以下、9.6%在18至24岁之间、32.4%在25至44岁之间、21.2%在45至64岁之间、10.5%在65岁以上。平均年龄为34岁。女子对男子的性别比为100：94.2。成年人的性别比为100：90.0。
县内居民的每户平均年收入为40,703美元，家庭的平均年收入为47,689美元。男子的平均年收入为32,954美元，女子平均年收入为26,015美元。1人均年收入为20,753美元。县内9.2%的家庭和11.9%的人口生活在贫困线以下，其中包括16.4%的未成年人和11.6%的老年人。

## 政治
根据选举监视会的网页2008年大选时杜瓦爾縣中有536,584名选民登记，其中417,599名投票。投票率为77.83%。
| 年     | 共和黨 | 民主党 | 其它党派 |        |
| ------ | ------ | ------ | -------- | ------ |
| 2008年 | 50.5%  | 48.6%  | 0.9%     | [ 5 ]  |
| 2004年 | 57.8%  | 41.6%  | 0.6%     | [ 6 ]  |
| 2000年 | 57.5%  | 40.7%  | 1.8%     | [ 7 ]  |
| 1996年 | 50.0%  | 44.2%  | 5.8%     | [ 8 ]  |
| 1992年 | 49.5%  | 36.9%  | 13.9%    | [ 9 ]  |
| 1988年 | 62.8%  | 36.7%  | 0.5%     | [ 10 ] |